# Divan Verlag
Der Divan Verlag war ein deutscher Buchverlag, der zur BlueCat Mediengruppe gehörte. Er wurde Anfang 2015 von Peter Maassen und Gabriele Dietz ins Leben gerufen. 2021 wurde der Verlag in den Parlez Verlag integriert.

## Geschichte
Peter Maassen, Geschäftsführer und Gründer der Medienproduktion BlueCat, und Gabriele Dietz, die zuvor als Programmmacherin beim Elefanten Press Verlag tätig gewesen war, gründeten im Frühjahr 2015 den Divan Verlag. Unter dem Motto „Ein Divan für alle“ wurden dort seitdem gehobene Unterhaltungsliteratur sowie Kinder- und Jugendliteratur veröffentlicht.

## Schwerpunkt
Der Verlag setzte einen Schwerpunkt bei Romanen mit zeitgeschichtlichen Themen („Die Nächte der Kanzlerin“, „1990 - Ganz andere Sorgen“). Darüber hinaus erschienen drei eigenständige Programmreihen. „Divan Junior“ befasste sich mit Kinder- und Jugendliteratur. „Divan Krimis“ legte Wert auf spannende  Kriminalromane, die ihren Thrill nicht aus der möglichst exzessiven Beschreibung von Gewalt zogen. Vom DelMedio-Verlag wurde die erfolgreiche Reihe der „Lilly und Anton“-Reiseführer für Kinder übernommen und fortgesetzt.

## Publikationen
Divan Junior:
- Abenteuer Space Camp von Annika Lüders
- Nichts sagen von Annette Feldmann
- Takla Makan – Das blaue Licht von Petra Nouns
- Die Stadt der Tiere von Martin Klein
- Die Wilde Charlotte von Mario Giordano
- Kati Knack-die-Nuss von Gabriele Dietz (Hg.)

Divan Krimis:
- Der Königsberg-Plan von Alexander Weiss
- Der Tod vergisst nie von Andreas Hultberg
- Amoralisch von Tobias Radloff
- Mordkap von Rainer Doh
- Corporate Anarchy – Gier ist tödlich von Nils Honne
- Das Verschwinden der Luft von Christian Kahl
- Berlin Beirut. Eine Lüge zu viel von Gitta Mikati
- Goldkap von Rainer Doh

Divan:
- Rache auf Türkisch von Askim Utkuseven
- 1990 – Ganz andere Sorgen von Rainer Doh
- Die Nächte der Kanzlerin von Thomas Knauf
- Ein Fiebelkorn von Matthias Lanin